# Pouteria brachyandra
Pouteria brachyandra är en tvåhjärtbladig växtart som först beskrevs av André Aubréville och François Pellegrin, och fick sitt nu gällande namn av Terence Dale Pennington. Pouteria brachyandra ingår i släktet Pouteria och familjen Sapotaceae. Inga underarter finns listade i Catalogue of Life.